# Landwirtschaftsakademie der Vytautas-Magnus-Universität

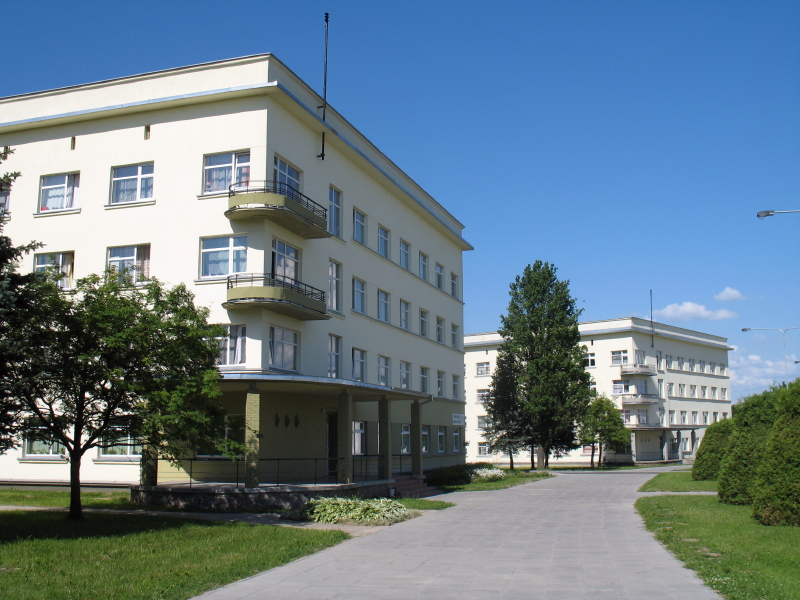
Landwirtschaftsakademie

Die Landwirtschaftsakademie der Vytautas-Magnus-Universität (lit. Vytauto Didžiojo universiteto Žemės ūkio akademija, VDU ŽŪA) ist eine Abteilung der Vytautas-Magnus-Universität, einer ehemaligen Universität bei Kaunas in Litauen. Sie befindet sich auf dem Territorium der Siedlung Noreikiškės am westlichen Stadtrand in der Rajongemeinde Kaunas.

## Geschichte
Die Einrichtung wurde 1924 als Landwirtschaftliche Akademie in Dotnuva aus der Abteilung für Land- und Forstwirtschaft der Universität Litauens gegründet, ab 1945 nach Kaunas umgesiedelt und befindet sich seit 1964 vollständig auf dem heutigen Campus. 1996 erfolgte die Umbenennung in Aleksandras-Stulginskis-Universität (lit. Aleksandro Stulginskio universitetas). 2002 wurden der Universität das Institut für Wasserwirtschaft in Kėdainiai und das Landwirtschaftsinstitut in Raudondvaris als relativ selbständige Universitätsinstitute angeschlossen.
2018 wurde die Universität reorganisiert. Seit dem 1. Januar 2019 gibt es wieder die Landwirtschaftsakademie.

## Bibliothek
- Aleksandras-Stulginskis-Universitätsbibliothek

## Bekannte Absolventen
- Vytautas Einoris (1930–2019), Agronom und Politiker, Minister und Vizeminister der Landwirtschaft
- Rimantas Karazija (1936–2012), Tierarzt, Veterinärmediziner, Diplomat und Politiker, Landwirtschaftsminister
- Jeronimas Kraujelis (1938–2019), Landwirtschaftsmanager und Politiker, Seimas-Mitglied und Landwirtschaftsminister
- Kęstutis Kristinaitis (* 1961), Geodät und Politiker, Landwirtschaftsminister
- Edvardas Makelis (* 1954), Agronom und Politiker, Landwirtschaftsminister
- Sigitas Valančius (* 1957), Bildungsmanager und Politiker, Leiter einer Hochschule und Vizebürgermeister von Marijampolė